# Socket 939
Socket 939 — роз'єм для мікропроцесорів, випущений компанією AMD у червні 2004 року, як заміна застарілого на той час роз'єму Socket 754 для нових процесорів Athlon 64. У травні 2006 року, Socket 939 було успішно замінено роз'ємом Socket AM2. Це другий роз'єм, розроблений для процесорів лінійки AMD64. Є спрощеною версією роз'єму Socket 940, який використовувався для серверних процесорів.

## Доступність
Роз'єм почали використовувати у червні 2004 року, і замінили роз'ємом Socket AM2 у травні 2006. Компанія AMD скоротила використання даного роз'єму для поточних і майбутніх процесорів. 
Для нього виготовлялись, як одноядерні, так і двоядерні процесора лінійок Athlon 64, Athlon 64 FX, Athlon 64 X2, Sempron та Opteron. Процесори Opteron 185 та Athlon 64 FX-60, які мали тактову частоту 2.6 GHz і 1Mb кеш-пам'яті другого рівня, були найпотужнішими двоядерними процесорами для даного роз'єму. FX-57, з тактовою частотою 2.8GHz, був найпотужнішим одноядерним процесором для даного роз'єму.

## Технології
Він підтримує двохканальну пам'ять DDR SDRAM, з пропускною спроможністю у 6.4 GB/s. Процесора для роз'єму Socket 939 підтримують набори команд 3DNow!, SSE2, та SSE3 (починаючи з ревізії Е). Має одну шину HyperTransport шириною 16 біт, яка може обробити понад 2000 MT/s. Процесори, що використовують даний роз'єм мають кеш-пам'ять першого рівня об'ємом у 64KB, та 256KB, 512KB або 1 MB кеш-пам'яті другого рівня.